# Irmgard Keun
Irmgard Keun (født 6. februar 1905 i Charlottenburg, Berlin, død 5. maj 1982 i Köln) var en tysk forfatter. 
Irmgard Keun var tysk forfatter og journalist med tilknytning til den litterære ekspressionisme.
Keun debuterede med romanen Gilgi – eine von uns (1931), som blev filmatiseret i 1932. Kunstsilkepigen fra 1933 var blandt de bøger, som det nazistiske Tyskland forbød som entartete kunst – ”degenereret kunst” og som den nazistiske bevægelse forbød og som blev brændt ved bogbrændingerne i 1933. Hun emigrerede til Holland i 1936, men vendte illegalt tilbage til Tyskland i 1940. Efter 1945 arbejdede hun som journalist og blev glemt som forfatter, men blev genopdaget i 1970’erne og 1980’erne.